# Sudden Strike
Sudden Strike (Противостояние) est une série de jeux de tactique en temps réel (STR) développée de 2000 à 2007 par Fireglow (ou par l'équipe d'amateurs APRM pour certains de ses opus), et éditée par CDV (sauf en France où ce sera Focus, CDV étant tout de même mentionné) jusqu'en 2005, puis par Anuman Interactive après 2005.
L'action du jeu se situe durant la Seconde Guerre mondiale (thème alors peu exploité par les STR), et le joueur peut incarner les différentes forces en présence (chaque pays disponible dispose de ses propres troupes et de son matériel historique, et ses unités parlent dans leur langue natale). Le paysage est vu en perspective isométrique (sauf pour Sudden Strike 3 qui est en 3D complète). Tel un officier omniscient et omnipotent, le joueur est amené à commander en temps réel diverses unités comme l'infanterie, les chars, l'artillerie ou encore l'aviation au sein de missions se déroulant sur un champ de bataille délimité que l'on nomme carte, ou « map » (par anglicisme).
Un éditeur est intégré à la plupart des opus afin que les joueurs puissent créer leurs propres cartes.
Sudden Strike se caractérise par l'absence d'économie à gérer durant la partie et l'impossibilité de créer des unités (il est cependant possible de recevoir des renforts si certains objectifs sont atteints durant la partie). Cela permet au joueur, outre le réalisme, de se consacrer au maximum à son jeu tactique et aux combats. L'interactivité avec le décor est totale : destruction de bâtiments, destruction/réparation voire construction de ponts, pose et détection de mines…
En outre, dans plusieurs opus de la série, la météo affecte les distances de vue des unités, et donc la façon de jouer.
Cette série a été la source d'inspiration principale du jeu vidéo Blitzkrieg.

## Inspirations
La série fait suite aux jeux Counter Action développés par l'équipe russe Наши игры (« Nashi Igri » / « Nos jeux ») et édités par Mindscape en 1997 et 1998.
Наши игры devient la société Fireglow Games Limited en 1999. Il est possible que Fireglow se soit inspiré des jeux Squad Leader pour créer Counter Action et Sudden Strike.

## Historique de la série

### Prémices
La série commence par le jeu Sudden Strike sorti en 2000.
Mais en Russie ce jeu est appelé Противостояние 3 (Protivostayanié 3), car il est considéré comme la suite de la série Counter Action, des jeux DOS du même auteur :
| Russie                           | International                | Date de sortie   |
| -------------------------------- | ---------------------------- | ---------------- |
| Противостояние                   | Counter Action               | 1997             |
| Противостояние 2: Опаленный снег | Counter Action: Burning Snow | 1998 (extension) |

Si les jeux Counter Action sont déjà proches de ce que sera Sudden Strike, ils sont néanmoins rétrospectivement plus limités dans leur jouabilité. En outre, la vue y est en 2D simple (vue du dessus) et non isométrique.
On pourrait traduire « Противостояние » par « Résistance » ou encore « Confrontation ». Fireglow va dans un premier temps continuer à utiliser ce titre, populaire en Russie, et l'appliquer aux jeux Sudden Strike à venir.

### Succès international
| Russie           | International | Date de sortie  |
| ---------------- | ------------- | --------------- |
| Противостояние 3 | Sudden Strike | 11 octobre 2000 |

La série devient alors populaire au niveau mondial, et plus spécialement en Europe, sous le titre international de Sudden Strike, littéralement une « Frappe soudaine », ou encore l'« Agression subite ». Une référence possible à l'agression nazie en 1939 ayant mené à la Seconde Guerre Mondiale, cadre du jeu.
Dans les campagnes solo, trois camps sont représentés : soviétiques, alliés (incluant américains, britanniques et français) et allemands. Il est aussi possible de jouer des "Missions simples", certaines permettant au débutant de se familiariser avec le jeu.
Le mode multijoueurs est possible en réseau local (LAN) et sur Internet (IP). De 2 à 4 équipes sont constituées et les joueurs doivent durant la partie, occuper des zones autour de différents zeppelins disséminés sur la carte, et dont le contrôle permet de recevoir des renforts au bout d'un certain temps de validation.
La réception critique est dithyrambique : le jeu a été très bien accueilli par la presse. PC Max parle de « graphismes superbes, un spectacle son et lumière dans une Europe modélisée façon Hollywood ! ». Génération 4 réalise un test de plusieurs pages sur un jeu qu'il qualifie de « nec plus ultra de la tactique », tout en étant « magnifique et profond ».
Le succès du jeu entraîne la sortie très rapide d'une extension au premier opus, Sudden Strike Forever, qui sera très bien reçue par les passionnés de la série. Un éditeur de cartes est intégré à l'extension, et le nombre de créations originales augmentera dès lors très rapidement.
Plusieurs mods commencent déjà à l'époque à sortir pour le jeu. Parmi ces mods, celui développé par l'équipe amateur APRM fait une entrée remarquée dans la communauté. Il propose en effet des valeurs plus réalistes pour les unités, alors que les développeurs avaient jusqu'alors privilégié une sorte de compromis entre une jouabilité arcade et une dose de réalisme.
La série est alors extrêmement populaire et attire de nombreux joueurs, notamment sur la plate-forme multijoueurs GOA.
| Russie                                                    | International         | Date de sortie           |
| --------------------------------------------------------- | --------------------- | ------------------------ |
| Противостояние 3: Война продолжается (La guerre continue) | Sudden Strike Forever | 28 juin 2001 (extension) |
| Противостояние 4                                          | Sudden Strike 2       | 30 août 2002             |

En 2002 sort un second volet, qui sera lui beaucoup plus controversé. Il divisera en effet la communauté durablement. Le jeu est dénoncé par les fans les plus fidèles à Sudden Strike Forever, qui le considèrent comme un opus bâclé et inachevé, sorti prématurément pour concurrencer la série Blitzkrieg, développée par Nival Interactive. Ils émettent en outre des critiques envers l'orientation donnée à la série par Fireglow.
Le jeu présente cependant des éléments innovants, et offre la possibilité d'incarner un nouveau camp au sein d'un nouvel environnement : les troupes japonaises. En outre, un éditeur de cartes amélioré est intégré : le jeu gère mieux l'aviation tout en ajoutant des unités navales.
Les joueurs déçus cherchent leur salut dans différents mods, dont le nombre explose. Beaucoup de ces mods cherchent à « finir » Sudden Strike 2 en reprenant des éléments de Sudden Strike Forever, ainsi qu'en tentant sans grand succès de corriger les failles et erreurs laissées par Fireglow au sein du jeu.

### APRM à la rescousse?
Différentes rumeurs se mettent alors à circuler autour d'un supposé nouveau mod de l'équipe APRM, qui serait en préparation. Les rumeurs se contredisent et évoquent de difficiles négociations tripartites entre APRM, l'éditeur CDV et le développeur Fireglow.
Dans des circonstances chaotiques et difficilement compréhensibles (faute d'une communication claire sur ces évènements), on constate à la même époque l'apparition d'un développeur russe dissident à Fireglow, « Red Ice ». Cette société va commencer à produire et à vendre différents jeux basés sur « Confrontation », qui seront vendus en Russie via l'éditeur Russobit. Fireglow dénonce Red Ice comme étant une société « pirate », lui ayant volé son produit.
Lorsqu'un calme relatif revient à l'automne 2002, il est révélé qu'APRM a obtenu l'accord de CDV et Fireglow pour publier une extension « non officielle », qui ne bénéficiera donc pas de soutien ou de publicité de la part de Fireglow.
L'extension portera le nom d'Hidden Stroke.
| Russie                                    | International                  | Date de sortie                              |
| ----------------------------------------- | ------------------------------ | ------------------------------------------- |
| Hidden Stroke – translittéré Хидден Строк | Sudden Strike 2: Hidden Stroke | 17 novembre 2003 (extension non officielle) |

L'équipe APRM réalise ici une extension qui sera diffusée dans la plupart des pays (mais toujours à petite échelle) par CDV.
Le bouche-à-oreille confère progressivement à l'extension une bonne réputation. Le succès semble au rendez-vous au regard de la difficile diffusion de cet opus.
Hidden Stroke cumule les avantages de Sudden Strike 2 et de Sudden Strike Forever, et restaure les valeurs de blindage et de portée réalistes des unités du mod APRM. Il est toutefois complexe à installer, et de nombreux patchs sont successivement sortis par APRM pour tenter de corriger une certaine instabilité du jeu. Ceci contribue à perdre les joueurs les plus novices dans les méandres d'installations compliquées.
Le nom choisi pour cette extension semble vide de sens : littéralement il s'agit du « Coup caché ». Difficile de trouver un rapport avec le jeu en lui-même, à moins qu'il ne soit fait référence aux supposées « bottes secrètes » de l'Allemagne nazie (les prototypes, souvent inachevés ou abandonnés, développés par l'Allemagne vers la fin de la Seconde Guerre Mondiale). L'extension en comporte en effet quelques-unes. Mais le nom semble surtout avoir été choisi pour sa proximité avec Sudden Strike.

### Affrontements juridiques en 2005
C'est alors que Fireglow annonce le développement d'un Sudden Strike 3 en 3D, ainsi que peu de temps après d'un jeu dérivé nommé Sudden Strike: Resource War, qui sera le dernier jeu 2D de Fireglow dans le cadre de la série. À cette occasion Fireglow abandonne définitivement l'emploi du titre Confrontation en Russie.
Parallèlement, APRM et CDV annoncent travailler sur leur propre jeu dérivé (ne nécessitant aucun opus précédent pour s'installer sur un ordinateur) : Hidden Stroke 2. Cet opus propose de nouveaux environnements graphiques, de nouvelles modélisations d'unités, et de nouvelles nations à part entière (choix d'unités plus étendu pour la France et l'Italie notamment).
Dans l'intervalle, l'entreprise Red Ice sort également son propre jeu dérivé portant sur les conflits de la guerre froide : Cold War Conflicts. La sortie de ce jeu est mondiale et des copies sont même localisées en Français et vendues en France métropolitaine.
Dans le même temps, le nombre de mods créés par les joueurs explose de plus belle sur Internet.
| Russie                                                      | International                  | Date de sortie  | Développeur |
| ----------------------------------------------------------- | ------------------------------ | --------------- | ----------- |
| Противостояние: Азия в огне (Confrontation : L'Asie en feu) | Cold War Conflicts             | 26 mars 2004    | Red Ice     |
| Sudden Strike: Битва за ресурсы                             | Sudden Strike: Resource War    | 28 janvier 2005 | Fireglow    |
| Hidden Stroke 2 – translittéré Хидден Строк 2               | Sudden Strike: Hidden Stroke 2 | 21 février 2005 | APRM        |

La situation ne semble pas être du goût de Fireglow, qui attaque CDV (ainsi que probablement Red Ice) en justice. À l'issue du procès, tous droits concernant Sudden Strike sont retirés à CDV. Désormais Fireglow fera appel à Anuman Interactive pour éditer et distribuer ses jeux (y compris les rééditions des anciens Sudden Strike).
Bien que le devenir de Sudden Strike: Hidden Stroke 2 ne soit apparemment pas explicitement spécifié à l'issue du procès, CDV stoppe (officiellement) la diffusion du jeu. Pour éviter tout problème ultérieur, CDV ira jusqu'à nier publiquement (sur ses forums) avoir coopéré au lancement ou à la diffusion du jeu (malgré des éléments indiscutables comme la présence de son logo sur la boîte ainsi que le disque, et l'existence éphémère d'un site officiel Hidden Stroke 2 estampillé CDV). L'équipe APRM est laissée seule avec son produit, et en assure un suivi discret en sortant quelques patchs, avant d'être finalement dissoute de facto et de fermer son site Internet au bout d'une année et demie (approximativement) de suivi.
Red Ice aurait également été condamné, mais n'en a pourtant apparemment pas subi les conséquences : la société continuera longtemps encore à produire des jeux Confrontation.

### Une série divisée (2007-2012)
Hidden Stroke 2 semble avoir survécu à ses développeurs, et est devenu l'une des versions les plus populaires parmi les joueurs Sudden Strike, notamment en multijoueurs où la communauté reste extrêmement dynamique. Le jeu est plébiscité, notamment par les joueurs allemands et français, pour sa jouabilité et ses graphismes.
De son côté, Resource War connaît un petit succès, et voit le développement de quelques mods. Resource War permet au joueur d'intégrer une nouvelle dimension, à savoir l'essence des blindés et des véhicules.
Red Ice continue à publier des jeux Confrontation à un rythme effréné. Parmi ceux portant sur des conflits récents, actuels ou hypothétiques, citons : Gulf War, Bataille pour l'Or noir (Black Gold) ou encore Europe 2015.
Enfin, il est à signaler la vivacité et la poursuite continue du développement du mod gratuit RWM pour Sudden Strike 2, qui reste une itération populaire.
De par la multiplicité des titres et des mods engendrés par la série, certains joueurs commencent à parler de l'existence d'un genre particulier, le Sudden-like (le terme est calqué sur celui de Doom-like).
| Titre                             | Date de sortie    |
| --------------------------------- | ----------------- |
| Sudden Strike 3: Arms for Victory | 1er décembre 2007 |

Fin 2007 sort Sudden Strike 3, qui sera mal accueilli par une grande partie de la communauté, les joueurs dénonçant surtout les mauvaises performances graphiques, ainsi que les différents ralentissements injustifiés du jeu. Il est également fait mention d'un appauvrissement de la jouabilité. Les fans de la première heure semblent en outre préférer une approche graphique en 2D, plutôt que la 3D du titre.
Des tests plus poussés indiqueront de très gros ralentissements du jeu en multijoueurs dès que les parties impliquent plus de 4 participants.

## Principaux mods
Seuls les plus connus sont cités. Beaucoup d'autres versions ont été développées par la communauté internationale de joueurs Sudden Strike, toutefois les lister tous prendrait une place démesurée.

### Pour Sudden Strike Forever
- Allied Power Realism Mod (APRM 4.04)
- The War Office (TWO 2.0)

### Pour Sudden Strike 2
- Real Warfare Mod (RWM 6.8)
- Sudden Strike Network Mod (SSNM 2.0)

### Pour Sudden Strike: Hidden Stroke 2
- Fusion (4.1b)

### Pour Resource War
- Pacific Warfare Mod (PWM 2.0)
- Hidden Stroke 2 (HS2RW 1.0)
- Real Warfare Mod (RWM 8.0 b1)